# سعيد ناموح
سعيد ناموح مهاجر مغربي مُقيم في كندا منذ عام 2003، حيث استقر في وقت لاحق في ماسكينونجيه، وهو رجل مطلق، سبق له وأن عمل في موقع خِدْمَاتْ وهو منتدى على شبكة الإنترنت، حيث كان يُسمي نفسه هناك أشرف ويزعُم أنه يقوم بتحرير مقاطع فيديو للجبهة الإعلامية الإسلامية العالمية.
في عام 2009، أٌدين سعيد بموجب قانون مكافحة الإرهاب الكندي وذلك بتهمة الدعاية والترويج للجهاد على الإنترنت وقد حُكم عليه بالسجن مدى الحياة.

## الاعتقال
بعد يومين من اعتقاله، ذكرت كندا أنها لن تسلم سعيد إلى النمسا التي كانت تُطالب به، وقد تم إلقاء القبض عليه رُفقة رجلان وامرأة أخرى. كما وجهت له كندا تُهم أخرى من بينها صنع الصور المحرضة على الجهاد والإرهاب ونشرها على نطاق واسع في مواقع النت، بالإضافة إلى المساعدة في الدعاية للإرهاب وتوعد مجموعة من الدول من بينها النمسا وألمانيا بالقيام بهجمات إرهابية من خلال تفجير سيارات مفخخة فيها إلا في حالة ما سحبت هذه البلدان قواتها من أفغانستان.
أكد محامي الدفاع رينيه دوفال أن السلطات الكندية لم تميز بين ما كان ينشره سعيد من مواد دينية وبين ما تم القيل عنه أنه دعاية وترويج للإرهاب.